# Lista de personagens de Dragon Ball Super
Esta é uma lista de personagens da série de anime Dragon Ball Super criados por Akira Toriyama. Por sua vez, a série reconta os últimos dois filmes de Dragon Ball Z, Battle of Gods e Resurrection 'F', quais em si mesmos seguem os eventos de Dragon Ball Z. Posteriormente, a série procede para contar uma história original sobre a exploração de outros universos, a reemergência de Trunks do Futuro, e novas ameaças para a Terra do Futuro conhecidas como Goku Black e um Supremo Kaioh do Universo 10 nomeado Zamasu. Mais tarde, Goku, Vegeta, Gohan, Kuririn, Androide 17, Androide 18, Piccolo, Mestre Kame, temporariamente revivido Freeza participam em um torneio universal lançado pelo Grande Zenō do Presente e Grande Zenō do Futuro para decidirem o destino de múltiplos universos. Se eles perderem no torneio universal então o Universo Sete irá ser apagado pelo Grande Zenō do Presente e Grande Zenō do Futuro. Dragon Ball Super em particular expandiu a configuração da série para incluir universos paralelos; O Universo 7, ou o Sétimo Universo na dublagem ocidental, é designado como o universo onde a grande maioria da série Dragon Ball acontece.

## Principais

### Son Goku
Son Goku (孫悟空, Son Gokū) é protagonista de Dragon Ball Super; um saiyajin do Universo 7, também chamado Kakarotto (カカロット), que ele é enviado para a Terra para exterminar a humanidade, como parte do plano de conquista de Freeza. Ele é criado como humano por Son Gohan. Desde sua infância, ele esteve envolvido na busca das Esferas do Dragão, junto com Bulma, Yamcha, Oolong e Puar. Ao longo dos anos se torna mais forte e aprender técnicas úteis para derrotar os inimigos tentando destruir o último saiyajin, a Terra e seus habitantes, ou que pretende reunir as esferas de pedir maus desejos. Ele se casa com Chi-Chi, com que ele procria para dois filhos, Son Goten e Son Gohan. Ao longo da série, ele derrota vários vilões como Vegeta, Freeza, androides, Cell, Majin Boo, Zamasu. Ele treina, que possuí vários poderes como Kamehameha e transformações como Super Saiyajin (1, 2 e 3), Deus Super Saiyajin, Super Saiyajin Azul e Instinto Superior.
Em Dragon Ball Super, em que se passa quatro anos depois da batalha com Majin Boo terminar, enquanto treina no planeta do Sr. Kaioh, Goku se encontra com o deus da destruição Bills que pede explicações sobre o Deus Super Saiyajin. Ele tenta atacar Bills, porém não acerta nenhum golpe nem mesmo usando o Super Saiyajin 3 e é derrotado com apenas dois golpes. Goku posteriormente com a ajuda de Vegeta, Gohan, Goten, Trunks e Pan (ainda no ventre de Videl), se transforma no Deus Super Saiyajin (超 スーパーサイヤ人ゴッド, Sūpā Saiya-jin Goddo) e enfrenta Bills, dessa vez acertando vários golpes. Seis meses depois, ele treina com o mestre de Bills, Whis, no planeta de Bills onde Vegeta já estava treinando. Após algum tempo de treino ele adquire a transformação Super Saiyajin Deus Super Saiyajin (超 スーパーサイヤ人ゴッドSS スーパーサイヤ人, Sūpā Saiya-jin Goddo Sūpā Saiya-jin) e luta contra o então renascido Freeza que agora havia aumentado seus poderes. Goku perde para Freeza ao levar um tiro de laser no peito por deixar a guarda baixa, mas graças às sementes dos deuses ele sobrevive e mata Freeza com um poderoso Kamehameha. Alguns meses mais tarde, Goku participa do Torneio de Artes Marciais dos Deuses, onde lutaria contra guerreiros do Universo 6. Seu adversário mais poderoso foi Hitto, que o levou a usar a transformação Super Saiyajin Azul + Kaioken aumentado 10 vezes. Goku não venceu o torneio pois se rendeu. Mas o fato de ele ter usado Kaioken aumentado 10 vezes, somado à transformação Super Saiyajin Blue, o fez desgastar muita energia, isso o deixou com uma doença chamada Discinesia de Liberação de Ki que dificulta ele controlar o próprio Ki.
Mais tarde, Goku encontra uma contraparte maligna de si mesmo conhecida como "Goku Black", que está aterrorizando a linha do tempo do Trunks do Futuro. Black é revelado sendo Zamasu, que roubou o corpo de Goku e posteriormente matou ele e sua família em um cronograma alternativo. Depois, o deus onipotente da linha do tempo de Trunks conhecido como Grande Zenō é convocado por Goku e ele apaga todo o universo e Zamasu. Goku e os outros presentes lá, conseguem escapar na máquina do tempo. Mais tarde, Goku junto com Trunks usam a máquina do tempo novamente para trazer o Grande Zenō do Futuro para sua própria linha do tempo. Pouco tempo depois, ambos os Zenōs queriam ver um torneio de artes marciais multi-universal e deixam o Supremo Sacerdote organizar o torneio onde todos os universos perdedores serão destruídos.

### Vegeta
Vegeta (ベジータ, Bejīta), era o saiyajin príncipe herdeiro do planeta Vegeta do Universo 7. Freeza o engana sobre o destino de seu planeta e pede seu apoio para continuar com seus planos de conquista. Anos após a chegada de Goku à Terra, Vegeta chega ali junto com Nappa para encontrar as Esferas do Dragão e pedir o desejo de se tornar imortal. Porque Freeza também aprende sobre o poder desses objetos e quer a vida eterna, Vegeta começa uma rivalidade com isso e os membros de sua organização, e ajuda Goku a confrontar o vilão. Ao longo da série, Vegeta expressa sua intenção de superar o poder de Goku. Ele se casar com Bulma, aos poucos fica calmo e inquieto na Terra, com que ele procria para dois filhos, Trunks e Bra.
Em Dragon Ball Super, que se passa entre a derrota de Majin Boo e o epílogo do mangá, Vegeta conhece o deus da destruição, Bills, e seu atendente Whis, que estavam a procura do Deus Super Saiyajin. Vegeta inicialmente enfrenta Bills quando este interrompe o aniversário de Bulma, mas depois participa de um ritual para transformar Goku no Deus Super Saiyajin. Após a luta contra Bills, Vegeta parte para treinar sob a tutela de Whis. Com o tempo ele adquire o ki divino e usa seus novos poderes para enfrentar Freeza, que foi ressuscitado por seus servos remanescentes. Ao longo da luta, Freeza explode a Terra, mas Whis volta três minutos no tempo e permite que Goku salve Vegeta. Alguns meses mais tarde, Vegeta e outros personagens são selecionados por Bills para representar o sétimo universo em um duelo contra os guerreiros de Champa, o deus da destruição do sexto universo. Após três vitórias consecutivas, Vegeta é eliminado pelo guerreiro inimigo Hit.
Ele, então, encontra-se novamente com o Trunks do Futuro e começa a treinar para lutar contra o Goku Black. Vegeta viaja para o futuro para enfrentar o Goku Black, mas é derrotado e retorna ao passado. Vegeta se recupera e retorna ao futuro para uma revanche. Vegeta e Goku então encontram Zamasu, que os força a se fundirem mais uma vez em Vegetto. Vegeta, mais tarde, ajuda Trunks a derrotar Zamasu.

### Saiyamans
- Son Gohan (飯悟飯, Son Gohan) é treinado por Piccolo quando ele é apenas uma criança. Participa de vários confrontos contra vilões que buscam exterminar a humanidade e é responsável pela derrota do Androide Cell. Ele se casa com Videl, com quem ele procria para Pan.
- Trunks
- Son Goten
- Trunks do Futuro, também conhecido como Trunks (トランクス, Torankusu), originalmente aparece como um jovem guerreiro do futuro, cuja missão é avisar os guerreiros Z do surgimento de alguns andróides criados pelo Dr. Gero, cujo objetivo é matar Goku. Depois de ajudar os protagonistas em sua luta contra esses seres malignos, ele retorna ao seu tempo original. Na cronologia normal da série, Trunks aparece como um menino que confronta Goten com o malvado Majin Boo.
- Pan
- Bra

### Humanos
- Mestre Kame (Kame Sennin, [亀仙人] Erro: {{japonês}}: texto da transliteração contém caractere não latino (pos 1) (ajuda), Kamesennin), também conhecido como «Mestre Rōshi», é um instrutor de artes marciais que vive em uma pequena ilha com uma tartaruga falante. Ele treina Goku e Krillin quando ambos são crianças e ensina a técnica de Kamehameha que ele mesmo inventou. Goku dá uma nuvem voadora que serve o protagonista para se deslocar para lugares diferentes em um curto espaço de tempo.
- Yamcha (ヤムチャ, Yamucha), aparece por primera vez como um bandido que busca roubando as Esferas do Dragão de Goku e Bulma e vivendo em um lugar deserto, acompanhado por Puar, uma criatura azul que voa e pode adotar várias formas físicas. Ele era o namorado de Bulma. No entanto, ele se torna amigo de ambos e os ajuda na busca pelas outras esferas mágicas. Então ele se juntou à equipe de guerreiros Z.
- Kuririn (クリリン, Kuririn) é o amigo de Goku, quem sabe durante o treinamento com Mestre Kame. Faz parte dos guerreiros Z e intervém em vários confrontos com os diferentes vilões que planejam invadir a Terra.
- Chaos
- Yajirobe
- Bulma (ブルマ Buruma), ela conhece Goku quando ela é uma adolescente, e ambos começam a procurar pelas Esferas do Dragão com a ajuda do Radar do Dragão, um dispositivo que ela mesma criou e que é capaz de localizar a localização das esferas mágicas. Ela é a esposa de Vegeta e a mãe de Trunks e Bra.
- Chi-Chi
- Videl
- Mr. Satan (ミスター・サタン, Misutā Satan), é o lutador de artes marciais e pai de Videl, constantemente referido como o "herói" da Terra, geralmente está presente em vários dos confrontos dos guerreiros Z contra seus adversários.
- Marron
- Mai do Futuro

### Alienígenas
- Tenshinhan (天津飯, Tenshinhan), aparece originalmente como rival de Goku e de Mestre Kame, ao estudante do Mestre Tsuru, na segunda edição do Torneio de Artes Marciais (Tenkaichi Budōkai) em que participam os protagonistas de Dragon Ball. Logo depois ele se juntou aos guerreiros Z. Ele geralmente era acompanhado por seu amigo Chaos.
- Piccolo (ピッコロ・ジュニア, Pikkoro Junia) é aliado de Goku e seus amigos, apesar de ter sido criado pelo malvado Piccolo Daimaoh. Para se tornar Deus da Terra, Kami Sama separou do seu espírito a parte do mal, que se tornou Daimaoh. Dado tal, se um deles morrer, o outro também. Piccolo vem da raça que habitava o planeta Namekusei.
- Dende
- Majin Boo (魔人ブウ, Majin Bū) é um ser invocado pelo feiticeiro Bibidi muito antes dos eventos relatados em Dragon Ball, com o objetivo original de destruir tudo ao seu redor. Seu libertador manteve trancado para conquistar a Terra com sua ajuda. Na batalha, ele possuí por último, Grande Kaiohshin e se transforma como ele. Eventualmente, Babidi (filho de Bibidi) consegue libertá-lo, mas é morto pela criação de seu pai. Então ele se torna amigo de Mr. Satan, um humano que pratica artes marciais, e como resultado desse vínculo afetivo, a criatura se separa de seu lado maligno, semelhante ao que aconteceu com Kami-Sama e Piccolo. Como Freeza e Cell, Majin Boo passa por várias transformações físicas durante seu combate.
- Broly (ブロリー, Burori) é o personagem anti-herói do filme Dragon Ball Super: Broly; um saiyajin do Universo 7 e filho de Paragus. Depois de quase 30 anos desde sua aparição nos três primeiros filmes criados pela Toei Animation, foi revelado recentemente que Broly teria sua primeira aparição canônica no filme, Dragon Ball Super: Broly, já que Akira Toriyama apesar de ter desenhado Broly, ele não se lembrava de seus três filmes, já que naquela época ele não estava muito envolvido com o anime. Devido à enorme popularidade que o personagem recebeu não apenas no Japão, mas Ocidental, um editor de Toriyama sugeriu que ele incluísse Broly no filme baseado no personagem para reorganizá-lo. Para isso, Toriyama viu os três filmes Broly novamente, por recomendação de seu editor e levou em conta o aspecto original do personagem para agradar seus fãs de idade, ainda atualizado e acrescentou uma nova imagem uni-lo com a história de Dragon Ball Super.[10]

### Andróide
- Androide 17
- Androide 18

## Antagonistas

### Universo 6
- Frost
- Botamo
- Hitto
- Kyabe
- Magetta
- Doutor Rota
- Caulifla
- Kale
- Kefla (Fusão Potara Caulifla + Kale)

### Universo 7

#### Freeza
Freeza (フリーザ, Furīza) é o alienígena imperador do mal, comanda seu exército, que conquista planetas do Universo 7, após Rei Cold abdica do trono. Ele é responsável pelo massacre da raça saiyajin e pelo antagonista da série por excelência. Ele chega a Namekusei pronto para encontrar as Esferas do Dragão daquele planeta com o qual ele busca a imortalidade. Ele é derrotado por Goku, mas depois reaparece com partes de seu corpo substituídas por próteses robóticas. Trunks do futuro é responsável por superá-lo permanentemente.
Em Dragon Ball Super, se passa após a morte de Freeza, seu espírito foi mantido preso no inferno da Terra, onde foi torturado, sendo forçado a suportar excessivamente anjos e revivendo as memórias de suas derrotas nas mãos de Goku e Trunks. No entanto, vários anos após a morte de Freeza, dois de seus homens, Sorbet e Tagoma, coletaram todas as Esferas do Dragão com a ajuda da Gangue de Pilaf e ressuscitaram-no. Eles retornam para sua nave e usam sua avançada tecnologia médica para restaurá-lo em sua forma original. Freeza imediatamente jura vingança contra os Super Saiyajins, e assassina Tagoma quando ele sugere simplesmente para voltar a governar seu império. Após quatro meses de treinamento intensivo, Freeza alcança uma nova forma o "Golden Freeza" e parte para a Terra com seu exército. Na Terra, os Guerreiros Z combatem Freeza. Enquanto isso, Goku e Vegeta, estão em uma sessão de treinamento com os deuses Whis e Bills. Depois que o exército é derrotado, Freeza executa todos eles por sua incompetência quando Goku, Vegeta, Bills e Whis aparecem. Goku e Vegeta revelam suas novas formas como Super Saiyajins Deuses e a batalha contra Freeza começa. Embora a forma dourada de Freeza seja mais forte que Goku, a resistência dele ainda não conseguia suportar uma luta prolongada com esta forma, e ele é eventualmente espancado por Vegeta. Freeza destrói a Terra em retaliação por sua derrota, matando Vegeta enquanto ele sobrevive, mas Whis volta no tempo e permite à Goku matar Freeza mais uma vez. Freeza retorna ao Inferno, onde  mais uma vez encontra os anjos, para sua consternação.
Durante os eventos que antecedem o Torneio do Poder, Freeza se torna o 10º membro do Universo 7, assumindo o lugar de Majin Boo, uma vez que ele fica impossibilitado para lutar, já que Boo caiu em sono profundo. Goku visita Frieza no Inferno e pede-lhe que se junte ao resto do Universo 7 no torneio. Freeza concorda depois que Goku promete revivê-lo com as esferas do dragão após o Torneio. Enquanto isso, o Universo 4 descobre que Freeza voltou e contrata assassinos para matá-lo. Freeza ressuscitou por 24 horas através da Vovó Uranai. Goku encontra-se com Freeza, mas antes de poder se encontrar com os outros, eles são impedidos por um grupo de assassinos que estão querendo matá-los. Freeza mata a maioria dos assassinos, antes de atrapalhar Goku em um ataque de energia. Freeza toma um comunicador que um dos assassinos tinha e fala com os líderes do Universo 9. Ele tenta negociar um acordo para lutar pelo Universo 9, mas é interrompido quando Bills e Whis aparecem, e Freeza rapidamente destrói o comunicador. Bills acredita que Freeza está planejando algo, mas Goku garante por ele que não e os dois retornam para encontrar o resto de sua equipe.
No episódio final da série, após a vitória do Universo 7 no Torneio do Poder e o desejo feito pelo Androide nº 17 que ressuscitasse todos os universos que foram apagados como o vencedor do torneio, Whis revive Freeza como uma recompensa do Bills pelo trabalho bem feito no torneio e estando diante dos remanescentes do seu exercito em sua nova nave em cima de um planeta desconhecido, ele declara seu retorno como o Imperador do Universo 7 novamente.

#### Paragus
Paragus (Paragas, [パラガス] Erro: {{japonês}}: texto da transliteração contém caractere não latino (pos 1) (ajuda), Paragasu) é o saiyajin do Universo 7 e pai de Broly. Ele apareceu no filme Dragon Ball Super: Broly.

### Universo 10
- Zamasu
- Goku Black
- Obni
- Zircol
- Napapa

## Secundários

### Jaco
Jaco Teirimentenpibosshi (ジャコ・ティリメンテンピボッシ, Jako Tirimentenpibosshi) é um patrulheiro galáctico alienígena que é o personagem principal de Jaco the Galactic Patrolman, um mangá de Akira Toriyama antes dos eventos de Dragon Ball. Um membro da Patrulha Galáctica, uma força policial cósmica que é liderada pelo Rei Galáctico (銀河王 "Gingaō") e encarregado de manter a ordem em toda a Galáxia Via Láctea, Jaco chega à Terra para evitar que ele seja ameaçado por um alienígena maligno. Ele não consegue rastrear o alienígena, que acaba por ser Son Goku, mas faz amizade com a irmã mais velha de Bulma, Tights, e retorna ao espaço. Ele aparece no décimo quinto filme de Dragon Ball Z e se torna um personagem recorrente em Dragon Ball Super.

### Super Shelong
Super Shenron (スーパーシェンロン, Chāo Shénlóng) é o super dragão do tamanho de planetas, ele é invocado pelo desejo da língua dos deuses nas Super Esferas do Dragão.